# Constantin Petala
Constantin Petala (n. 18 aprilie 1865 - d. ?) a fost unul dintre generalii Armatei României din Primul Război Mondial. A fost fratele generalului Nicolae Petala.
A îndeplinit funcția de comandant de divizie în campania anului 1916.

## Cariera militară
După absolvirea școlii militare de ofițeri cu gradul de sublocotenent, Constantin Petala ocupat diferite poziții în cadrul unităților de infanterie sau în eșaloanele superioare ale armatei, cele mai importante fiind cele de comandant al Regimentului 37 Infanterie sau al Brigăzii 1 Grăniceri.
În perioada Primului Război Mondial a îndeplinit funcția de comandant al Brigăzii 37 Infanterie, în perioada 14/27 august - 24 septembrie/7 octombrie 1916 și al Diviziei 5 Infanterie, în perioada 25 septembrie/8 octombrie - 17/30 octombrie 1916.

## Decorații
- Ordinul „Steaua României”, în grad de ofițer (1911)
- Ordinul „Coroana României”, în grad de ofițer (1901) [1]:p. 435